# Pottia scabrifolia
Pottia scabrifolia är en bladmossart som beskrevs av Edwin Bunting Bartram 1951. Pottia scabrifolia ingår i släktet Pottia och familjen Pottiaceae. Inga underarter finns listade i Catalogue of Life.